# Высоково (Белохолуницкий район)
Высоково — деревня в Белохолуницком районе Кировской области. Входит в Поломское сельское поселение (Белохолуницкий район).

## География
Находится на расстоянии примерно 35 километров по прямой на север-северо-восток от районного центра города Белая Холуница.

## История
Известна с 1873 года, когда в ней было учтено дворов 6, жителей 60, в 1905 году дворов 10 и жителей 85, в 1926 13 и 95 соответственно, в 1950 20 и 80. В 1989 году проживало 3 человека.

## Население
Постоянное население  составляло 4 человека (русские 100%) в 2002 году, 0 в 2010.